# Hyposmocoma terminella
Hyposmocoma terminella — вид моли эндемичного гавайского рода Hyposmocoma.

## Распространение
Встречается на острове Мауи в высокогорном регионе Халеакала.

## Синонимы
- Neelysia terminella (Walsingham, 1907)